# جوزيف ك. ريتش
جوزيف ك. ريتش (بالإنجليزية: Joseph C. Rich)‏ هو محامي وقاضي وسياسي أمريكي، ولد في 16 يناير 1841، وتوفي في 17 أكتوبر 1908. حزبياً، نشط في الحزب الديمقراطي. وقد انتخب عضو مجلس ولاية أيداهو.